# Leptostelma tucumanense
Leptostelma tucumanense là một loài thực vật có hoa trong họ Cúc. Loài này được (Cabrera) A. Teles mô tả khoa học đầu tiên năm 2008.